# Траванка (Амаранте)
Траванка (порт. Travanca) — район (фрегезия) в Португалии, входит в округ Порту. Является составной частью муниципалитета Амаранте. По старому административному делению входил в провинцию Дору-Литорал. Входит в экономико-статистический субрегион Тамега, который входит в Северный регион. Население составляет 2502 человека на 2001 год. Занимает площадь 8,25 км².
Покровителем района считается Иисус Христос (порт. Divino Salvador).

## История
Район основан в 1120 году